# Manoir de Cléville
Le manoir de Cléville est une ancienne demeure fortifiée, de la seconde moitié du XVe siècle, profondément remaniée aux XVIe et XIXe siècles, qui se dresse sur le territoire de la commune française du Rozel dans le département de la Manche, en région Normandie. L'édifice est partiellement inscrit au titre des monuments historiques.

## Localisation
Le manoir est situé, à 900 mètres au sud-est de l'église Saint-Pierre, au Rozel, dans le département français de la Manche.

## Historique
Jérôme-Frédéric Bignon après avoir reçu, en 1764, le manoir du Rozel à la suite de son mariage, fit l'acquisition du manoir de Cléville.

## Description
Le manoir qui date au plus tard du début du XVIe siècle a été remanié au XIXe. Pour Salch, la maison forte date en grande partie du XVe siècle et a été profondément remaniée aux XVIe et XIXe siècles.
L'enceinte est formée de logis disposés autour d'une cour intérieure. La tour d'escalier à vis polygonale, bâtie à l'angle des deux bâtiments, est construite en alternance de granit et de pierre rouge. Dans le prolongement du logis, des communs avec grenier à lucarnes, sont pourvus d'une tourelle en échauguette.

## Protection
Les façades et toitures de l'ensemble des bâtiments ; l'escalier à vis des deux tours, la grande salle du rez-de-chaussée de la maison manable avec sa cheminée et son sol dallé sont inscrits au titre des monuments historiques par arrêté du 18 octobre 1979.